# De Vaag
De Vaag is een natuurgebied in Waasmunster in Oost-Vlaanderen (België). De Vaag bestaat uit een lange smalle strook heischraal grasland met oude zomereik en diverse bostypes bos. Het gebied is 10 hectare groot. In de speelzone zijn restanten te zien van de ‘vage heide’, een open zandplek gemengd bos en een begrazingsblok met schapen. In De Vaag bloeit struikheide, grote ratelaar en schapenzuring. Er leeft zandbij, galwesp, eikenpage. Het gebied is eigendom van de gemeente Waasmunster en wordt beheerd door Natuurpunt. De Ketelbossen sluiten aan op De Vaag.